# Handball-Oberliga Sachsen 1991/92
Die Handball-Oberliga Sachsen 1991/92 war die erste Spielzeit der neu gegründeten Handball-Oberliga Sachsen die unter dem Dach des Handball-Verbandes Sachsen (HVS) organisiert wurde und die höchste Spielklasse des Landesverbandes Sachsen war. Die Oberliga Sachsen wurde nach der Bundesliga, der 2. Bundesliga und der Handball-Regionalliga als eine der vierthöchsten Spielklassen im deutschen Handball eingestuft.

## Saisonverlauf
Die Oberliga Sachsen 1991/92 war die erste Ausspielung der Handball-Oberligasaison. Meister wurde der ESV Delitzsch.

### Modus
Es wurde eine Hin- und Rückrunde gespielt. Nach Abschluss der daraus resultierenden 26 Spieltage wurde der Sachsenmeister ermittelt, während die letzten drei Mannschaften in die Verbandsligen absteigen mussten.

## Teilnehmer und Platzierungen

### Männer
 1. ESV Delitzsch
- 2. EHV Wismut Aue II
- 3. SV 04 Plauen-Oberlosa (N)
- 4. SC Leipzig II (N)
- 5. TuS SMB Chemnitz (A)
- 6. ISG Hagenwerder (N)
- 7. BSV Limbach-Oberfrohna
- 8. ESV Lok Leipzig-Mitte (N)
- 9. SC Motor Meerane (N)
- 10 ESV Dresden
- 11 SV Lokomotive Schleife (N)

 12 SG MoGoNo Leipzig

 13 SSV Planeta Radebeul

 14 USG Chemnitz

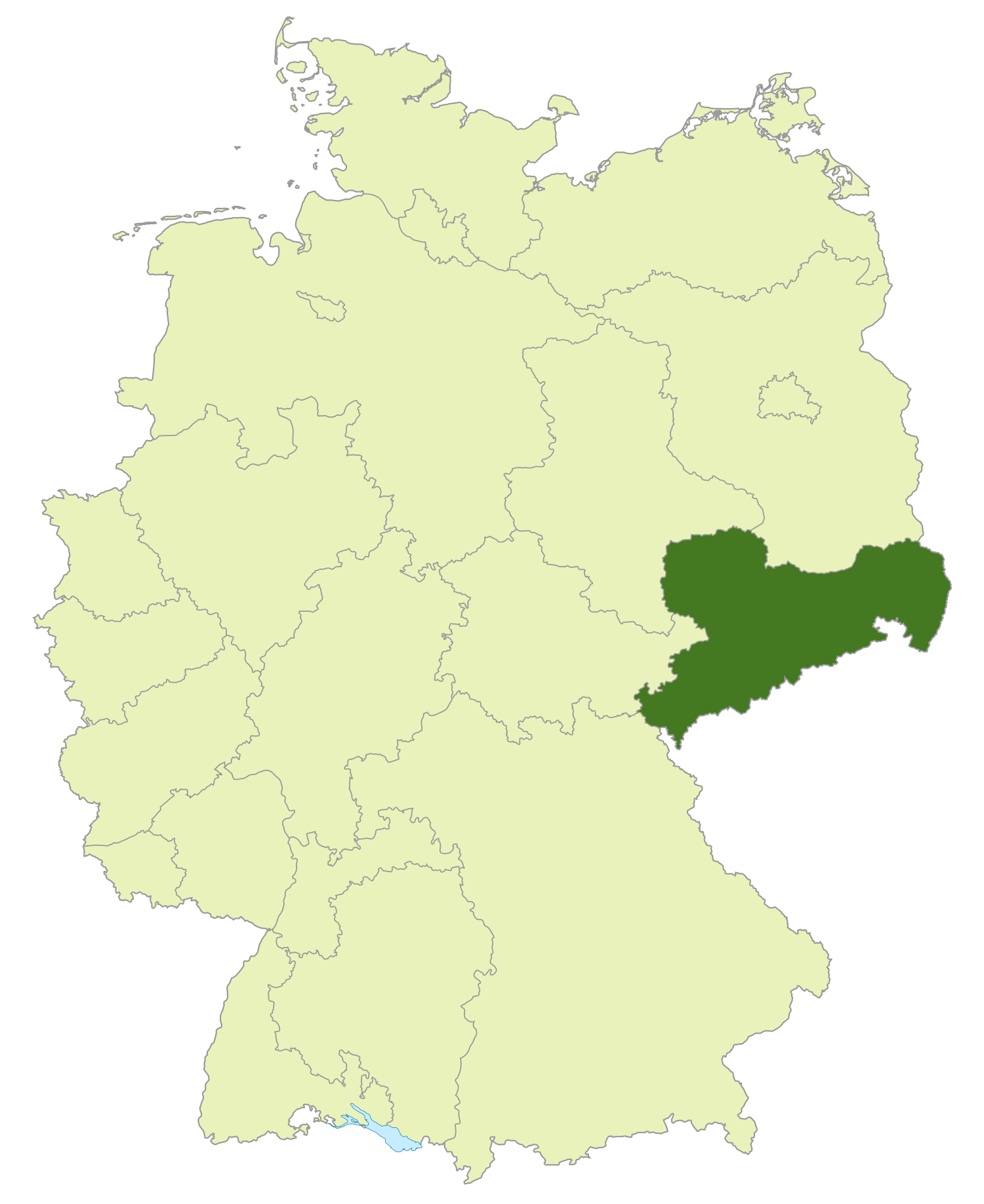
Bereich des Handball-Verbands Sachsen (HVS)

(A) = Absteiger aus der Regionalliga Süd (N) = neu in der Liga

 Sachsenmeister und Titelverteidiger in der Oberliga-Saison  1992/93.
- Für die Oberliga  1992/93 qualifiziert